# Gerard Drieman
Gerard Drieman (Amsterdam, 17 december 1915 - 2 augustus 1980) geboren als Gerhardus Hendricus Johannes Drieman was een Nederlandse componist. 

## Biografie
Min of meer als autodidact begon Gerard Drieman te componeren op negentienjarige leeftijd in zijn geboortestad Amsterdam. Zijn vroege werken werden gecomponeerd in een neoklassieke symfonische stijl, geïnspireerd door de muziek van Anton Bruckner en Gustav Mahler. 
In 1936-1937 componeerde hij zijn zeer uitgebreide tweede symfonie in drie delen, waarvan de eerste twee delen verloren zijn gegaan. Desalniettemin is het derde deel ofwel de Finale op zichzelf genomen reeds een veelomvattend werk voor symfonieorkest en vrouwenkoor (sopranen). Het Latijnse koraal ervan is gebaseerd op Prudentius’ religieuze hymne Deus ignee fons animarum. Deze Finale bevat polytonale gedeelten, waarbij diverse instrumenten tegelijkertijd in verschillende toonsoorten spelen. Polyritmiek (verschillende ritmen tegelijkertijd uitgevoerd) is eveneens aanwezig. Deze stilistische vormen waren toentertijd reeds bekend door Igor Stravinsky, Darius Milhaud en Charles Ives.
In 1936, terwijl hij werkte als verkoper in een grammofoonplatenwinkel van een oom in de Amsterdamse Van Baerlestraat dicht bij het Concertgebouw, maakte hij kennis met de Duitse componist Hans Erich Apostel. De veertien jaar oudere Apostel, die in Wenen woonde, was op dat moment in Amsterdam als vertegenwoordiger van de Weense muziekuitgeverij Universal Edition. Apostel had gestudeerd bij Arnold Schönberg en Alban Berg en behoorde als componist tot de zogeheten Tweede Weense School. Drieman nodigde Apostel uit en liet hem zijn werk zien. De Weense componist legde Drieman vervolgens enkele muzikale suggesties voor. Na hun ontmoeting behielden Drieman en Apostel contact via correspondentie.

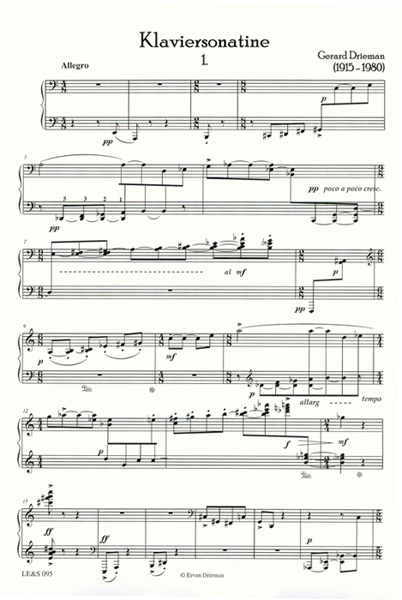
Eerste pagina Sonatine voor Piano, Gerard Drieman, 1950.

Vanaf 1938 kwam er een verandering in Driemans muziek. Zijn composities bleven wat omvang betreft zeer beperkt en tendeerden ook wat stijl betreft in toenemende mate naar een muzikale vorm van expressionisme, die verwant is aan de Tweede Weense School. Het atonale idioom werd toegepast, hoewel de structuur van zijn werk niet strikt serieel is. De vrij korte composities bevatten opeenvolgingen van muzikale klanken of tonen, zonder enige herhaling van een motief. Samenvattend kan Driemans latere werk beschouwd worden als expressionistische muziek, waarin enkele dissonante klanken opzettelijk aanwezig zijn. (In tegenstelling tot tonale muziek heeft in het expressionisme een dissonant geen wederzijdse relatie tot een consonant.) In dit late werk werd de dissonant gebruikt als een op zichzelf staande expressie, die bijdraagt tot het creëren van een zekere mate van spanning binnen deze muziekstukken. Differentiatie en contrast van klank, timbre en tempo werden essentieel. Een typisch kenmerk van Driemans muziek in het algemeen is de aanwezigheid langzame delen met een uitzonderlijk laag tempo.

## Historische omstandigheden

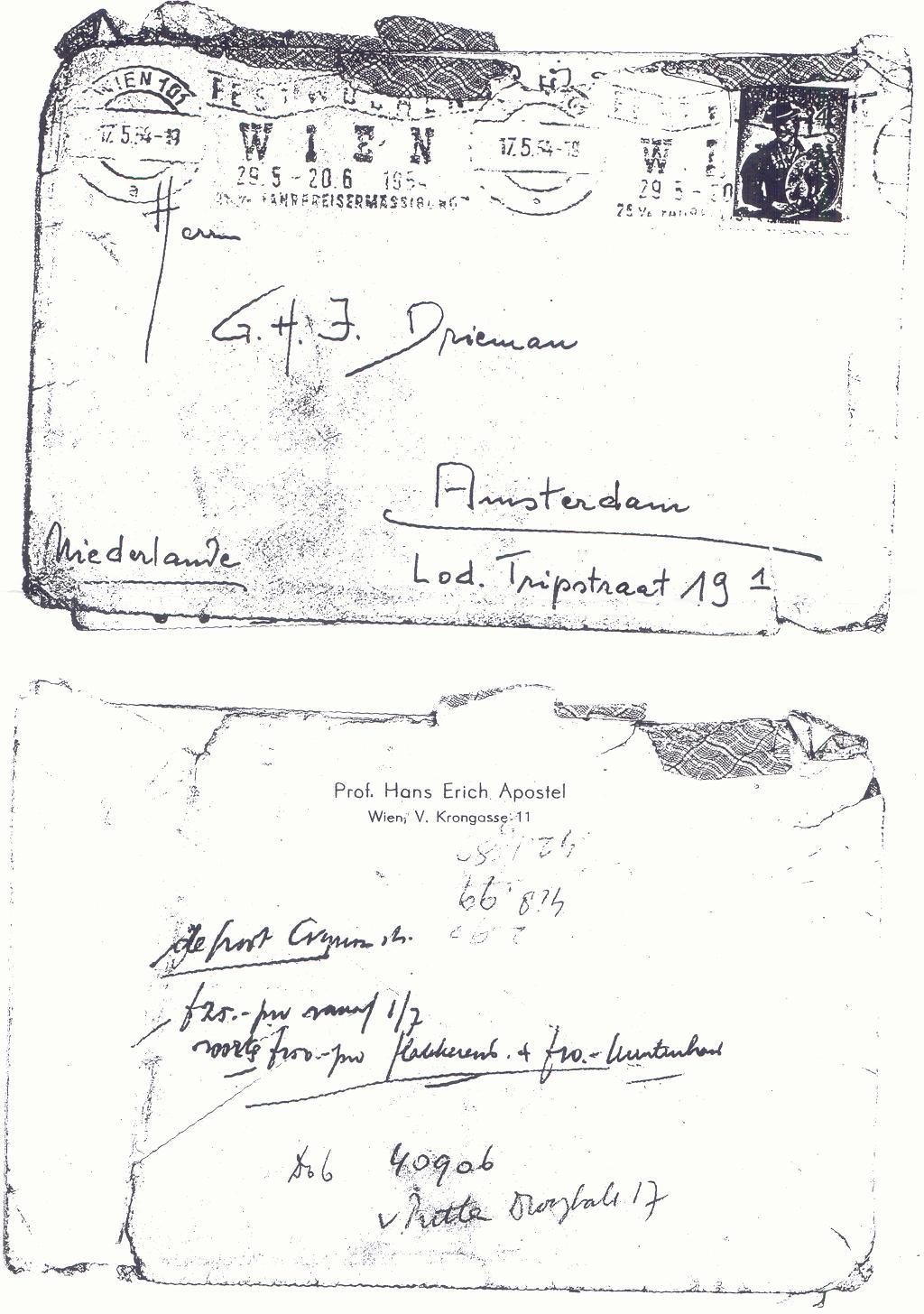
Envelop van brief van Hans Erich Apostel in Wenen aan Gerard Drieman in Amsterdam, 1954.

Na 1933 werd atonale muziek in Duitsland door de Nazi’s officieel gebrandmerkt als entartet, ontaard, gedegenereerd. Na de zogeheten Anschluß van Oostenrijk in 1938 werd atonale muziek ook daar verboden, hetgeen korte tijd later eveneens het geval was in alle bezette gebieden, waaronder Nederland vanaf 1940. In de jaren na de oorlog keerde de waardering voor zogeheten ’moderne’ muziek nauwelijks terug. De Tweede Weense School had in feite opgehouden te bestaan na 1945. Arnold Schönberg, die Joods was, emigreerde in 1933 naar Amerika, Anton Webern stierf in Oostenrijk in 1945, en Alban Berg was al in 1935 overleden. Na de oorlog, in de relatief sobere jaren van de wederopbouw, werd moderne experimentele muziek niet bijzonder gewaardeerd. 

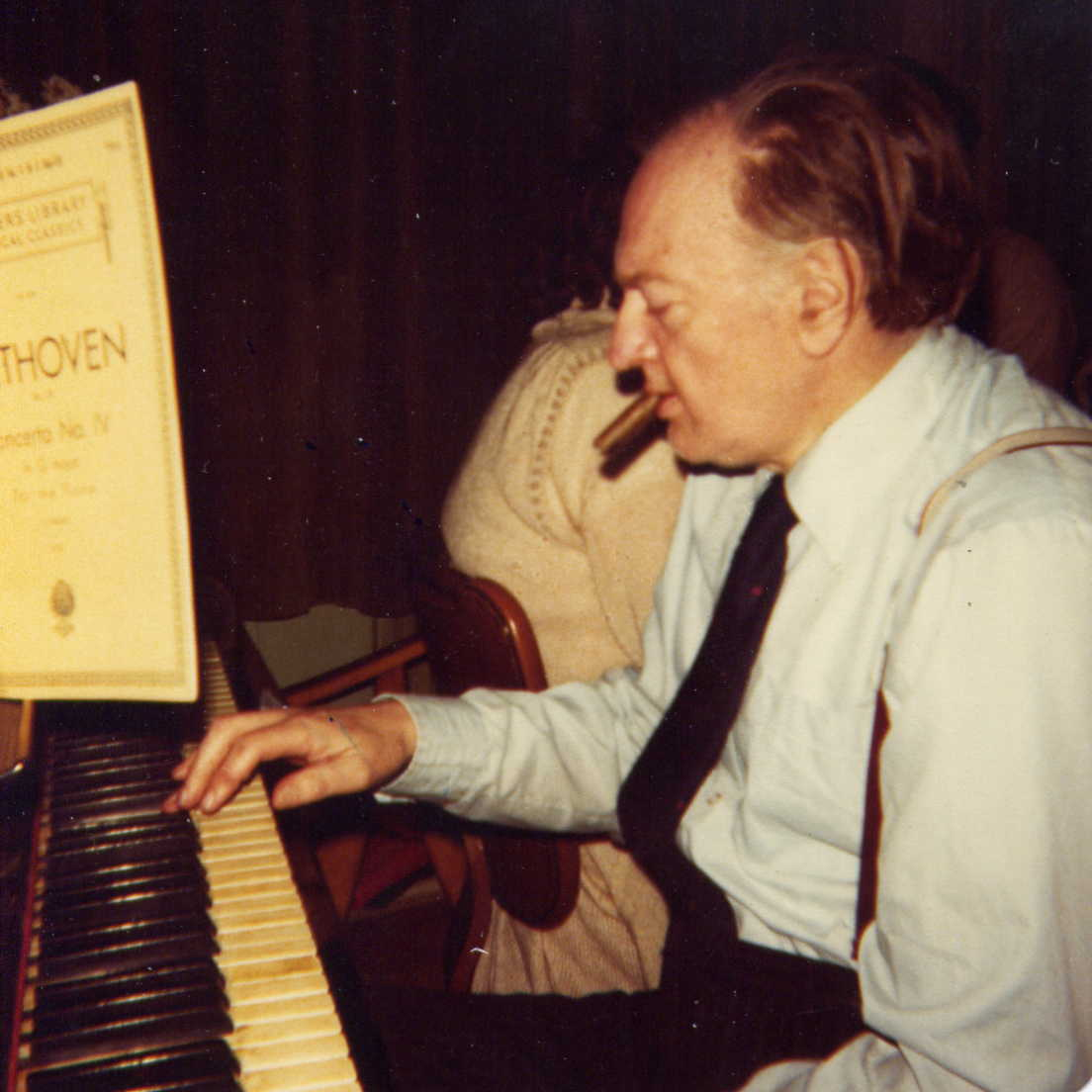
Componist Gerard Drieman, op latere leeftijd, aan de piano.

Gerard Drieman, die na de oorlog in september 1945 was getrouwd, werkte in bijna volledige isolatie. Zijn vrijwel enige contacten op het terrein van de muziek waren Apostel en enkele muziekvrienden onder wie de violist Herman Salomon. Zowel zijn vrouw als zijn buren hielden weinig van zijn exercities op de piano – het dagelijks herhalen en ontwikkelen van experimentele muziekstukken. Hij slaagde er niet in zijn werken uit te laten geven of uit te laten voeren. Aangezien hij aan zeer zware astma leed, was hij niet in staat om zijn eigen werk voor publiek op de piano uit te voeren. In 1950 componeerde hij zijn laatste werken. Na de vermoedelijk zware beslissing om te stoppen, ging zijn aandacht in richtingen die niets met zijn vroegere muziekleven te maken hadden. Hij zette de muziek in alle opzichten radicaal opzij. Nog in 1954 schreef Apostel hem, dat hij deze beslissing betreurde, maar voor Drieman bleef zijn muziek een afgesloten hoofdstuk. Kort voor zijn dood in 1980 echter, verklaarde hij volkomen onverwacht dat zijn muziek, hoewel hij het dertig jaar niet meer had aangeraakt, zijn levenswerk was. Erkenning kwam pas na zijn dood. Het grootste deel van zijn werken werd postuum uitgegeven.

## Composities
- Symfonie Nr. 1 (1935)
- Kamersymfonie (1936)
- Tweede symfonie, Finale (3de deel) (1936-1937)
- Sonatine voor fluit, hobo en klarinet (1938)
- Twee stukken voor strijkkwartet (1938)
- Divertimento voor piano (1939)
- Vijf orkeststukken (1942)
- Vijfendertig miniaturen voor piano (1945-1946)
- Vijf stukken voor piano (1948)
- Sonate voor viool en piano (1950)
- Sonatine voor piano (1950)